# أمريكيون بريطانيون

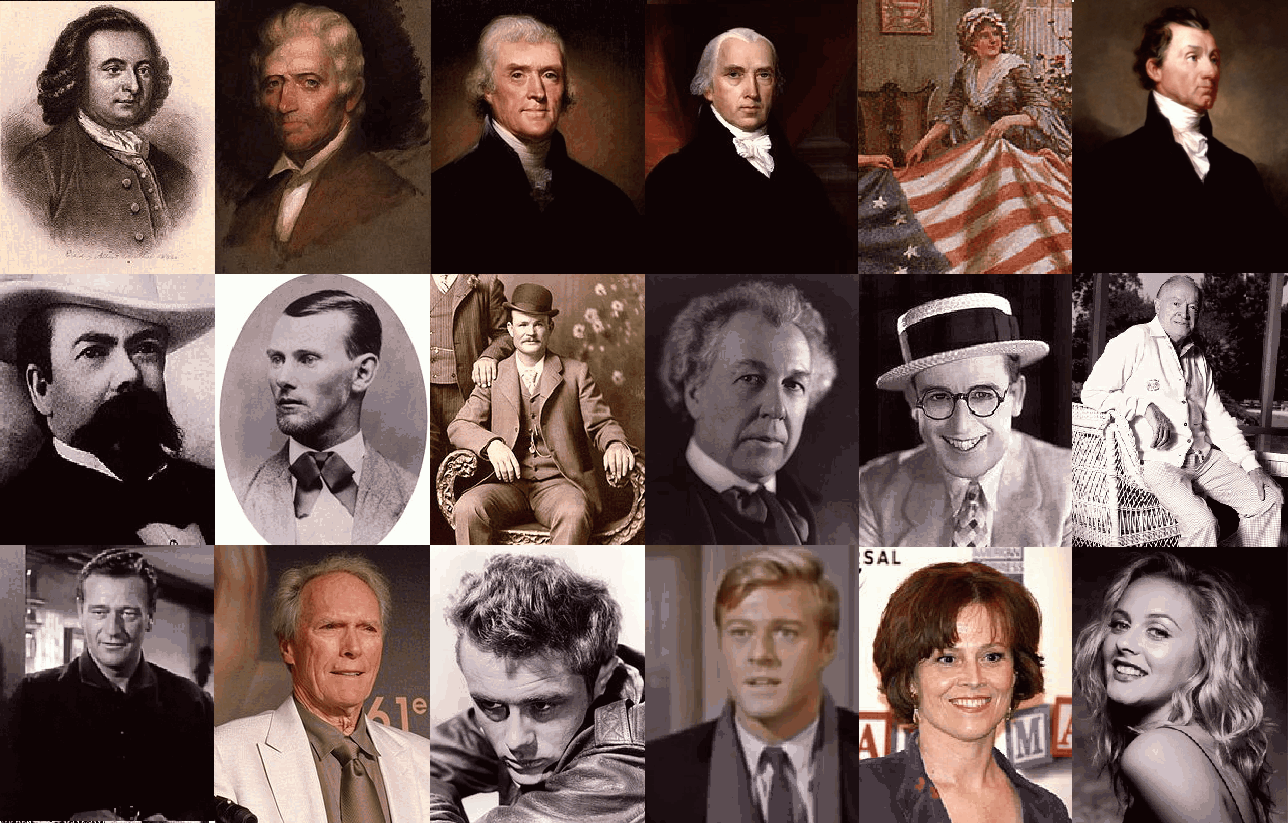

أمريكيون بريطانيون (بالإنجليزية : British Americans) هم مواطنوا الولايات المتحدة من أصل بريطاني، وتعود أصولهم إلى مملكة بريطانيا العظمى أو المملكة المتحدة من إنجلترا واسكتلندا وويلز وأيرلندا الشمالية وهم أول أكبر مجموعة عرقية من أصول أوروبية وأصل تأسيس الولايات المتحدة وبعده الأمريكيون ذات الأصول الألمانية وبعده الأمريكيون من أصول إيرلندية ويشكلون 31.3٪ من الشعب الأمريكي حوالي 110،531،643 نسمة في عام 2025.

## الاستعمار البريطاني للأمريكتين
بدأ الإستعمار البريطاني في أمريكا الشمالية (بما في ذلك استعمار مملكة إنجلترا ومملكة اسكتلندا قبل قوانين الاتحاد التي تكونت بها مملكة بريطانيا العظمى سنة 1707) بدأ سنة 1607 في جيمستاون، فيرجينيا ووصل إلى ذروته بإنشاء المستعمرات في أرجاء الأمريكتين. كانت إنجلترا، أو بريطانيا الآن، أحد أهم مستعمري الأمريكتين، وجاءت إمبراطوريتهم الأمريكية لتزاحم المستعمرات الإسبانية في أمريكا في القوة العسكرية والاقتصادية.

## تأسيس المستعمرات الثلاثة عشر من قبل البريطانيين ولاحقا الولايات المتحدة
تأسست المستعمرات الثلاث عشرة والتي ستكون النواة الأولى للولايات المتحدة وتوالت منذ ذلك التاريخ وصول المهاجرين الإنجليز بشكل أساسي والمهاجرين الأوروبيين بشكل عام. وقد تضافرت عدة عوامل في دفع حركة الهجرة وتنميتها، مثل الضيق الاقتصادي والاستبداد السياسي والاضطهاد الديني. كما شجع القضاة والقائمون على شؤون السجن المذنبين على الهجرة إلى أمريكا، بدلا من قضاء مدة العقوبة في السجن. وأنشأت طائفة البيوريتان (التطهريون) مستوطنة بليموث التي أصبحت مساتشوسيتس فيما بعد. وهكذا نشأ في المستعمرات مجتمع جديد يرتبط بالولاء للوطن الأم إنجلترا، ولكنه يتمتع في الوقت نفسه بحرية سياسية لا مثيل لها في أي مكان في الأرض في القرنين السابع عشر والثامن عشر. حيث أن سكان هذه المستعمرات كانوا يحملون معهم أفكار البريطانيين الأحرار، كما كانت لهم مجالسهم النيابية المنتخبة، التي تضع القوانين وتفرض الضرائب وتحدد الاعتمادات المالية وتسيطر على الخزانة. ورغم تنوُّع الأصول التي انحدرت منها شعب المستعمرات الأمريكية، إلا أن اللغة والثقافة والنظم الإنجليزية ظلت هي السائدة، ذلك أن المهاجرين الجدد كانوا يختلطون بالوافدين الإنجليز الأوائل، وبعد تكوين مملكة بريطانيا العظمى أصبح المهاجرون الإنجليز والإسكتلنديون والويلزيون في تلك المستعمرات تحت اسم واحد وهو البريطانيون ويتخذون لغتهم ويعتنقون وجهات نظرهم، ونتج عن هذا الاندماج ظهور شعب جديد هو الشعب الأمريكي، الذي أخذ يتميز بالتدريج عن الشعوب الأوربية التي ينتمي إليها .وبحلول عام 1733 تمكن المهاجرون البريطانيون من تأسيس ثلاثة عشر مستعمرة على ساحل المحيط الأطلسي، من نيوهامشير في الشمال إلى جورجيا في الجنوب. أما في مناطق أمريكا الشمالية الأخرى، فقد سيطر الفرنسيون على كندا ولويزيانا، التي ضمت منابع نهر الميسيسيبي الهائلة. وخاضت فرنسا وبريطانيا حروباً عديدة ضد بعضهما البعض خلال القرن الثامن عشر، ومع نهاية حرب الأعوام السبعة بينهما، أصبحت بريطانيا تسيطر على كندا وجميع مناطق أمريكا الشمالية الواقعة شرق نهر الميسيسيبي.وبعد ذلك بفترة قصيرة دخلت بريطانيا مع مستعمراتها في صراع. ويرجع أول أسباب هذا الصراع إلى السياسة البريطانية في حكم المستعمرات، فقد كان لكل مستعمرة حاكم بريطاني ينوب عن ملك بريطانيا العظمى جورج الثالث، وكثيراً ما كان النزاع ينشُب بين الحكام الذين يمثلون المصالح البريطانية، وبين المجالس النيابية المنتخبة التي تمثل مصالح الشعب في المستعمرات. وقد أدى تكرار التصادم بين حكام المستعمرات وبين المجالس، إلى إيقاظ إحساس المستعمرات بما هنالك من تباعد بين المصالح الأمريكية والبريطانية وتم اعلان الاستقلال عن بريطانيا في يوم 4 يوليو 1776.
والآباء المؤسسون للولايات المتحدة الأمريكية هم من أصول بريطانية.
انظر أيضا
أمريكيون إنجليز
أمريكيون فرنسيون
أمريكيون أوروبيون
أمريكيون لاتينيون